# Fèrebrianges
Fèrebrianges é uma comuna francesa na região administrativa do Grande Leste, no departamento de Marne. Estende-se por uma área de 7.19 km², e possui 144 habitantes, segundo o censo de 2018, com uma densidade de 20 hab/km².